# Васильєв Олександр Андрійович (футболіст)
Олекса́ндр Андрі́йович Васи́льєв (нар. 27 квітня 1994, Київ, Україна) — український футболіст, півзахисник.

## Клубна кар'єра
Вихованець київського «Динамо», тренер — В'ячеслав Семенов. Після завершення навчання грав у дублі киян. Деякий час потому за допомогою агента Івиці Пірича приїхав до Дніпропетровська, де підписав контракт із «Дніпром». Із 2012 року грав у юнацькій команді під керівництвом Олександра Поклонского, а потім у молодіжній у Дмитра Михайленка. У сезоні 2014/15 став переможцем молодіжного чемпіонату України.
За першу клубну команду «Дніпра» дебютував 8 квітня 2015 року в домашньому матчі 1/4 фіналу Кубку України проти одеського «Чорноморця» (1:0), який розпочав зі стартового складу, але на 54-й хвилині цієї гри Васильєв був видалений з поля за «фол останньої надії» проти Вадима Яворського.
23 травня 2015 року Васильєв уперше зіграв у Прем'єр-лізі: у матчі проти донецького «Шахтаря» футболіст замінив у другому таймі ще одного дебютанта Сергія Горбунова. Усього ж у цьому матчі у Вищому дивізіоні дебютувало троє «дніпровців». Компанію Васильєву й Горбунову склав також нападник Денис Баланюк. Після гри тренер «дніпровців» Мирон Маркевич висловив думку, що рівень «дубля» ці хлопці вже переросли й він прихильник того, щоб віддати їх в оренду в інші команди Прем'єр-ліги. Узимку 2016/17 залишив дніпровську команду.
У другій половині 2017 року виступав у Першій лізі за київський «Арсенал».
У лютому 2018 року прибув на перегляд у білоруський клуб «Мінськ» і в результаті підписав контракт. Він став основним гравцем у мінській команді, але у грудні 2018 року покинув столичний клуб, але в січні 2019 року знову почав тренуватися з «Мінськом» і в лютому підписав новий контракт. У 2019—2020 роках залишався одним з основних гравців, був найкращим бомбардиром команди, за два роки забивши 19 голів у Вищій лізі. У січні 2021 року покинув Мінськ.
У квітні 2021 року став гравцем «Гомеля», де теж здебільшого виступав у стартовому складі і допоміг команді посісти четверте місце в чемпіонаті Білорусі 2021.
У січні 2022 року Васильєв залишив «Гомель» після закінчення терміну дії контракту і незабаром підписав угоду зі «Львовом».
В кінці січня 2023 року став гравцем одеського «Чорноморця». Свій перший гол у складі «моряків» Васильєв забив 12 серпня 2023 року у грі 3-го туру української прем'єр-ліги сезону 2023/24 між командами «Чорноморець» (Одеса) — «Оболонь» (Київ).
У березні 2025 року підписав контракт із чернівецьким футбольним клубом «Буковина», за який дебютував 1 квітня того ж року в переможному (2:1) матчі 1/4 фіналу кубка України проти сумської «Вікторії».

## Кар'єра у збірних
Протягом 2011—2012 років викликався до юнацьких збірних України U-17, U-18 та U-19, у складі яких провів 28 поєдинків та відзначився 3 голами.
У березні 2015 року зіграв у складі молодіжної збірної України в товариських матчах з однолітками зі Словенії та Словаччини.

## Досягнення
- Прем'єр-ліга України:
  -  Бронзовий призер (1): 2014/15
- Кубок України:
  -  Півфіналіст (2): 2023/24, 2024/25
- Перша ліга України:
  -  Переможець (1): 2017/18 (1-а ч. с.)

## Цікаві факти
- У вищих футбольних лігах УЄФА, а саме в Україні та Білорусі провів 165 матчів, забив 30 голів.